# 49P/Arend-Rigaux
49P/Arend-Rigaux – kometa krótkookresowa, należąca do rodziny Jowisza. 

## Odkrycie
Kometa została odkryta 5 lutego 1951 roku przez belgijskich astronomów Sylviana J.V. Arenda i Ferdinanda Rigaux. W nazwie znajdują się zatem obydwa nazwiska odkrywców.

## Orbita komety i właściwości fizyczne
Orbita komety 49P/Arend-Rigaux ma kształt elipsy o mimośrodzie 0,6. Jej peryhelium znajduje się w odległości 1,43 j.a., aphelium zaś 5,71 j.a. od Słońca. Jej okres obiegu wokół Słońca wynosi 6,74 roku, nachylenie do ekliptyki to wartość 19,1˚.
Jądro tej komety ma rozmiary 8,48 km. Jest to ciemne ciało o albedo 0,028.